# Elezioni del Soviet Supremo dell'Unione Sovietica del 1984
Le elezioni del Soviet Supremo dell'Unione Sovietica del 1984 si tennero il 4 marzo.

## Sistema elettorale
Le elezioni erano regolate dalla Costituzione sovietica del 1977, che ne stabiliva il carattere diretto, universale, uguale e segreto.
I deputati delle due camere, il Soviet dell'Unione e il Soviet delle Nazionalità, venivano eletti con il sistema maggioritario in circoscrizioni elettorali determinate in base a criteri fissati dalla Costituzione. Il Soviet delle Nazionalità garantiva la rappresentanza di 25 deputati per ogni Repubblica federata, 11 per ogni Repubblica autonoma, cinque per ogni oblast' autonoma e uno per ogni circondario nazionale. Il numero di circoscrizioni così calcolato determinava il numero di circoscrizioni da istituire anche per l'elezione del Soviet dell'Unione: ciascuna di esse doveva fare riferimento ad un ugual numero di cittadini.
Il diritto di elettorato attivo era garantito dalla Costituzione ai cittadini che avessero compiuto i 18 anni di età, mentre l'età necessaria per essere eletti nel Soviet Supremo dell'Unione era di 21 anni.

## Presentazione delle candidature
Il diritto di avanzare le candidature spettava ad una vasta platea di organizzazioni che andavano dalle sezioni del PCUS ai sindacati, dal Komsomol alle cooperative, dai collettivi dei lavoratori alle assemblee dei militari e a numerosi altri soggetti.

## Risultati
| Coalizione                               | Partito                                 | Soviet dell'Unione | Soviet dell'Unione | Soviet dell'Unione | Soviet delle Nazionalità | Soviet delle Nazionalità | Soviet delle Nazionalità |
| Coalizione                               | Partito                                 | Voti               | %                  | Seggi              | Voti                     | %                        | Seggi                    |
| ---------------------------------------- | --------------------------------------- | ------------------ | ------------------ | ------------------ | ------------------------ | ------------------------ | ------------------------ |
| Blocco dei comunisti e dei senza partito | Partito Comunista dell'Unione Sovietica | 183 897 278        | 99,94              | 551                | 183 892 271              | 99,95                    | 521                      |
| Blocco dei comunisti e dei senza partito | Indipendenti                            | 183 897 278        | 99,94              | 199                | 183 892 271              | 99,95                    | 229                      |
| Contrari                                 | Contrari                                | 109 072            | 0,06               | –                  | 114 102                  | 0,05                     | –                        |
| Schede bianche/nulle                     | Schede bianche/nulle                    | 17                 | –                  | –                  | 18                       | –                        | –                        |
| Totale                                   | Totale                                  | 184 006 373        | 100                | 750                | 184 006 373              | 100                      | 750                      |
| Elettori registrati/Affluenza            | Elettori registrati/Affluenza           | 184 029 412        | 99,99              | –                  | 184 029 412              | 99,99                    | –                        |
| Fonte: Nohlen & Stöver                   |                                         |                    |                    |                    |                          |                          |                          |